# RSI La 2
RSI La 2 es el segundo canal de televisión del grupo de comunicación público Suizo en idioma italiano, la Radiotelevisione svizzera di lingua italiana que a su vez se encuentra englobada dentro de la organización pública de radiodifusión Suiza SRG SSR.

## Historia
La Televisione svitzzera italiana (TSI) lanzó un segundo canal de televisión el 1 de septiembre de 1997 llamado TSI 2 y sus emisiones orientadas para la juventud junto a programas deportivos y redifusiones de programas de RSI La 1.
El 1 de marzo de 2009, las corporaciones públicas de radio y de televisión en lengua italiana de Suiza se fusionaron bajo una único grupo, la Radiotelevisione svizzera di lingua italiana (RSI). Coincidiendo con este cambio, TSI 2 pasó a llamarse RSI La 2.
RSI La 2 es una cadena que no solo emite en el Cantón del Tesino y en el sur del Cantón de los Grisones sino que también emite en otras regiones de Suiza en las que hay hablantes de italiano y en el norte de Italia.

## Identidad Visual

Logotipo de RSI La 2 desde 2009 a 2012
Logotipo actual
Logotipo de RSI La 2 HD

## Programación

### Información
- L'Agenda

### Deportes
- La Domenica Sportiva
- SportnonStop

Retransmisiones deportivas en directo :
- Juegos Olímpicos
- Fórmula 1
- Copa Mundial de Fútbol
- Eurocopa 2008 íntegramente
- Liga de Campeones de la UEFA
- Superliga de Suiza
- Copa Mundial de Hockey sobre Hielo
- Campeonato del Mundo de Motociclismo
- Ciclismo : Las clásicas, París-Niza, Tour de Romandía, Giro, Tour de Francia, Mundial y Tour de Lombardía
- Motociclismo
- Esquí alpino : Copa del mundo
- Tenis : 
  - Open de Australia
  - Copa Davis
  - Torneo de Roland Garros
  - Campeonato de Wimbledon
  - Abierto de Estados Unidos